# Parapasiphae compta
Parapasiphae compta är en kräftdjursart som beskrevs av Sidney Irving Smith 1884. Parapasiphae compta ingår i släktet Parapasiphae och familjen Pasiphaeidae. Inga underarter finns listade i Catalogue of Life.